# Sofka Popowa
Sofka Wasiłewa Popowa z domu Kazandżiewa (bułg. Софка Василева Попова (Казанджиева), ur. 15 sierpnia 1953 w Płowdiwie) – bułgarska lekkoatletka, sprinterka, dwukrotna halowa mistrzyni Europy.
Na halowych mistrzostwach Europy w 1971 w Sofii zdobyła brązowy medal w sztafecie 4 × 1 okrążenie (w składzie: Iwanka Wenkowa, Iwanka Koszniczarska, Kazandżiewa i Monka Bobczewa).
Odpadła w eliminacjach biegu na 100 metrów i zajęła 4. miejsce w sztafecie 4 × 100 metrów na mistrzostwach Europy w 1978 w Pradze. Na halowych mistrzostwach Europy w 1979 w Wiedniu zajęła 6. miejsce w biegu na 60 metrów.
Zwyciężyła w biegu na 60 metrów na halowych mistrzostwach Europy w 1980 w Sindelfingen, wyprzedzając Lindę Haglund ze Szwecji i Ludmiłę Kondratjewą ze Związku Radzieckiego. Na igrzyskach olimpijskich w 1980 w Moskwie odpadła w półfinale biegu na 100 metrów i zajęła 4. miejsce w sztafecie 4 × 100 metrów.
Ponownie zwyciężyła w biegu sprinterskim, tym razem na dystansie biegu na 50 metrów, na halowych mistrzostwach Europy w 1981 w Grenoble, przed Haglund i Maritą Koch z NRD. Na halowych mistrzostwach Europy w 1982 w Mediolanie zdobyła srebrny medal w biegu na 60 metrów, przegrywając z Marlies Göhr z NRD, a wyprzedzając Wendy Hoyte z Wielkiej Brytanii. Na mistrzostwach Europy w 1982 w Atenach odpadła w półfinale biegu na 100 metrów i zajęła 4. miejsce w sztafecie 4 × 100 metrów.
Zwyciężyła w biegu na 100 metrów na mistrzostwach krajów bałkańskich w 1980.
Popowa była halową mistrzynią Bułgarii w biegu na 60 metrów w latach 1978–1980 oraz w biegu na 50 metrów w 1981.
Ustanowiła rekord Bułgarii w biegu na 100 metrów czasem 11,15 s osiągniętym 13 czerwca 1980 w Sofii, a także trzykrotnie poprawiała rekord swego kraju w sztafecie 4 × 100 metrów do wyniku 42,67 s uzyskanego 1 sierpnia 1980 w Moskwie.
Od 1983 pracuje w Narodowej Akademii Sportowej im. Wasiła Lewskiego w Sofii, od 1999 na stanowisku docenta. Ma stopień naukowy doktora.
Jej mąż Aleksandyr Popow był również lekkoatletą, medalistą halowych mistrzostw Europy w 1971.